# Soure (Portugal)
Soure é uma vila portuguesa do distrito de Coimbra, que fez parte da antiga província da Beira Litoral e da região do Centro (Região das Beiras), estando atualmente inserida na sub-região Região de Coimbra (NUT III), com cerca de 7 900 habitantes.
A vila é a sede do Município de Soure que tem 263,91 km² de área e 17 261 habitantes (2021) subdividido em 10 freguesias. O município é limitado a norte pelo município de Montemor-o-Velho, a nordeste por Condeixa-a-Nova, a leste por Penela, a sudeste por Ansião, a sul por Pombal e a oeste pela Figueira da Foz.
Trata-se de um dos poucos municípios de Portugal territorialmente descontínuos. O caso de Soure é único no contexto português, pois a descontinuidade do município é dupla e deve-se à própria descontinuidade territorial de duas das suas freguesias: Degracias e Pombalinho (que possui um pequeno exclave encaixado entre os municípios de Penela, no distrito de Coimbra, e Ansião, no distrito de Leiria e Figueiró do Campo (que possui um ainda mais pequeno exclave, encaixado entre duas freguesias do município de Montemor-o-Velho, efectivamente criando um pequeno enclave neste município do distrito de Coimbra).
A aldeia de Paleão situada a poucos quilómetros da vila de Soure, é um dos maiores aglomerados de casas do município, onde se encontra a antiga fábrica de algodão e linho.

## Freguesias

Freguesias do município de Soure

Desde a reorganização administrativa de 2012/2013, o Município de Soure é composto por 10 freguesias:
- Alfarelos
- Degracias e Pombalinho
- Figueiró do Campo
- Gesteira e Brunhós
- Granja do Ulmeiro
- Samuel
- Soure
- Tapéus
- Vila Nova de Anços
- Vinha da Rainha

## Património
- Castelo de Soure
- Pelourinho de Vila Nova de Anços

## Política

### Eleições autárquicas[4]
| Data | %     | V     | %       | V       | %            | V            | %      | V      | %              | V  | %              | V      | %              | V   | %              | V   | %  | V  | Participação |                |
| Data | PS    | PS    | PPD/PSD | PPD/PSD | FEPU/APU/CDU | FEPU/APU/CDU | CDS-PP | CDS-PP | AD             | AD | UDP/BE         | UDP/BE | PSN            | PSN | IND            | IND | CH | CH | Participação |                |
| ---- | ----- | ----- | ------- | ------- | ------------ | ------------ | ------ | ------ | -------------- | -- | -------------- | ------ | -------------- | --- | -------------- | --- | -- | -- | ------------ | -------------- |
| Data | 1976  | 53,08 | 5       | 24,16   | 2            | 8,24         | -      | 6,46   | -              |    |                |        |                |     |                |     |    |    |              | 50,80 / 100,00 |
| 1979 | 61,58 | 5     | AD      | AD      | 6,88         | -            | AD     | AD     | 23,45          | 2  | 3,58           | -      | 65,42 / 100,00 |     |                |     |    |    |              |                |
| 1982 | 65,08 | 6     | 16,83   | 1       | 8,87         | -            | 3,72   | -      |                |    |                |        | 62,85 / 100,00 |     |                |     |    |    |              |                |
| 1985 | 55,55 | 5     | 28,66   | 2       | 9,02         | -            | 1,82   | -      | 57,36 / 100,00 |    |                |        |                |     |                |     |    |    |              |                |
| 1989 | 51,24 | 4     | 25,44   | 2       | 17,92        | 1            |        |        | 62,55 / 100,00 |    |                |        |                |     |                |     |    |    |              |                |
| 1993 | 29,03 | 2     | 33,64   | 3       | 5,38         | -            | 1,17   | -      | 26,68          | 2  | 67,50 / 100,00 |        |                |     |                |     |    |    |              |                |
| 1997 | 29,09 | 2     | 59,61   | 5       | 3,11         | -            | 3,65   | -      |                |    | 67,60 / 100,00 |        |                |     |                |     |    |    |              |                |
| 2001 | 23,43 | 2     | 61,83   | 5       | 6,38         | -            | 4,43   | -      | 69,82 / 100,00 |    |                |        |                |     |                |     |    |    |              |                |
| 2005 | 45,05 | 3     | 37,07   | 3       | 11,52        | 1            | 1,21   | -      | 67,06 / 100,00 |    |                |        |                |     |                |     |    |    |              |                |
| 2009 | 53,45 | 5     | 25,67   | 2       | 10,27        | -            | 1,98   | -      | 4,03           | -  | 60,45 / 100,00 |        |                |     |                |     |    |    |              |                |
| 2013 | 39,28 | 3     | AD      | AD      | 9,93         | 1            | AD     | AD     | 37,01          | 3  |                |        | 7,95           | -   | 58,61 / 100,00 |     |    |    |              |                |
| 2017 | 59,14 | 5     | AD      | AD      | 12,96        | 1            | AD     | AD     | 21,39          | 1  |                |        | 56,70 / 100,00 |     |                |     |    |    |              |                |
| 2021 | 45,04 | 4     | 37,54   | 3       | 8,42         | -            |        |        |                |    | 3,58           | -      | 57,13 / 100,00 |     |                |     |    |    |              |                |

### Eleições legislativas
| Data | %     | %     | %    | %    | %     | %     | %        | %     | %    | %     | %    | %   | %       | % | %  | %  |
| Data | PS    | PSD   | CDS  | PCP  | UDP   | AD    | APU/ CDU | FRS   | PRD  | PSN   | BE   | PAN | PSD CDS | L | CH | IL |
| ---- | ----- | ----- | ---- | ---- | ----- | ----- | -------- | ----- | ---- | ----- | ---- | --- | ------- | - | -- | -- |
| 1976 | 50,62 | 20,77 | 5,94 | 4,57 | 1,54  |       |          |       |      |       |      |     |         |   |    |    |
| 1979 | 49,21 | AD    | AD   | APU  | 1,37  | 30,88 | 8,49     |       |      |       |      |     |         |   |    |    |
| 1980 | FRS   | AD    | AD   | APU  | 0,85  | 32,45 | 7,87     | 50,01 |      |       |      |     |         |   |    |    |
| 1983 | 59,07 | 20,25 | 4,43 | APU  | 0,82  |       | 9,29     |       |      |       |      |     |         |   |    |    |
| 1985 | 36,27 | 21,60 | 4,17 | APU  | 0,96  | 9,48  | 20,20    |       |      |       |      |     |         |   |    |    |
| 1987 | 40,00 | 39,99 | 2,96 | CDU  | 0,61  | 6,64  | 2,74     |       |      |       |      |     |         |   |    |    |
| 1991 | 42,96 | 41,44 | 2,49 | CDU  |       | 4,94  | 0,61     | 1,84  |      |       |      |     |         |   |    |    |
| 1995 | 57,57 | 28,89 | 4,39 | CDU  | 0,58  | 3,95  |          | 0,38  |      |       |      |     |         |   |    |    |
| 1999 | 57,00 | 27,50 | 4,77 | CDU  |       | 5,55  |          | 1,20  |      |       |      |     |         |   |    |    |
| 2002 | 46,67 | 35,95 | 6,36 | CDU  | 4,88  | 1,69  |          |       |      |       |      |     |         |   |    |    |
| 2005 | 52,06 | 26,98 | 4,04 | CDU  | 5,39  | 5,87  |          |       |      |       |      |     |         |   |    |    |
| 2009 | 45,45 | 22,79 | 7,54 | CDU  | 6,41  | 10,60 |          |       |      |       |      |     |         |   |    |    |
| 2011 | 34,98 | 33,81 | 8,38 | CDU  | 6,75  | 5,78  | 0,93     |       |      |       |      |     |         |   |    |    |
| 2015 | 41,40 | CDS   | PSD  | CDU  | 7,62  | 10,10 | 0,74     | 30,27 | 0,50 |       |      |     |         |   |    |    |
| 2019 | 47,33 | 19,36 | 2,46 | CDU  | 5,53  | 11,20 | 2,15     |       | 0,79 | 1,27  | 0,49 |     |         |   |    |    |
| 2022 | 50,54 | 23,89 | 1,26 | CDU  | 3,34  | 4,83  | 0,87     | 0,92  | 7,37 | 2,78  |      |     |         |   |    |    |
| 2024 | 38,26 | AD    | AD   | CDU  | 24,28 | 2,77  | 4,40     | 1,31  | 2,32 | 17,74 | 3,59 |     |         |   |    |    |

## Evolução da População do Município
| Número de habitantes | Número de habitantes | Número de habitantes | Número de habitantes | Número de habitantes | Número de habitantes | Número de habitantes | Número de habitantes | Número de habitantes | Número de habitantes | Número de habitantes | Número de habitantes | Número de habitantes | Número de habitantes | Número de habitantes | Número de habitantes |
| -------------------- | -------------------- | -------------------- | -------------------- | -------------------- | -------------------- | -------------------- | -------------------- | -------------------- | -------------------- | -------------------- | -------------------- | -------------------- | -------------------- | -------------------- | -------------------- |
| 1864                 | 1878                 | 1890                 | 1900                 | 1911                 | 1920                 | 1930                 | 1940                 | 1950                 | 1960                 | 1970                 | 1981                 | 1991                 | 2001                 | 2011                 | 2021                 |
| 17 641               | 18 801               | 18 616               | 20 233               | 22 570               | 22 103               | 22 941               | 25 108               | 26 176               | 26 575               | 22 094               | 22 570               | 21 704               | 20 940               | 19 245               | 17 261               |

(Obs.: Número de habitantes "residentes", ou seja, que tinham a residência oficial neste município à data em que os censos  se realizaram.)
De acordo com os dados do INE o distrito de Coimbra registou em 2021 um decréscimo populacional na ordem dos 5.0% relativamente aos resultados do censo de 2011. No concelho de Soure esse decréscimo rondou os 10.3%. 
| Número de habitantes por Grupo Etário | Número de habitantes por Grupo Etário | Número de habitantes por Grupo Etário | Número de habitantes por Grupo Etário | Número de habitantes por Grupo Etário | Número de habitantes por Grupo Etário | Número de habitantes por Grupo Etário | Número de habitantes por Grupo Etário | Número de habitantes por Grupo Etário | Número de habitantes por Grupo Etário | Número de habitantes por Grupo Etário | Número de habitantes por Grupo Etário | Número de habitantes por Grupo Etário | Número de habitantes por Grupo Etário |
| ------------------------------------- | ------------------------------------- | ------------------------------------- | ------------------------------------- | ------------------------------------- | ------------------------------------- | ------------------------------------- | ------------------------------------- | ------------------------------------- | ------------------------------------- | ------------------------------------- | ------------------------------------- | ------------------------------------- | ------------------------------------- |
|                                       | 1900                                  | 1911                                  | 1920                                  | 1930                                  | 1940                                  | 1950                                  | 1960                                  | 1970                                  | 1981                                  | 1991                                  | 2001                                  | 2011                                  | 2021                                  |
| 0-14 Anos                             | 6 758                                 | 7 544                                 | 6 520                                 | 7 169                                 | 7 187                                 | 6 777                                 | 6 687                                 | 4 660                                 | 4 672                                 | 3 479                                 | 2 519                                 | 2 258                                 | 1 761                                 |
| 15-24 Anos                            | 3 427                                 | 4 043                                 | 4 338                                 | 4 008                                 | 4 195                                 | 4 492                                 | 3 949                                 | 3 210                                 | 3 190                                 | 3 001                                 | 2 663                                 | 1 671                                 | 1 495                                 |
| 25-64 Anos                            | 8 761                                 | 9 300                                 | 9 522                                 | 10 354                                | 11 162                                | 12 292                                | 13 134                                | 11 215                                | 10 868                                | 10 883                                | 10 530                                | 9 930                                 | 8 227                                 |
| = ou > 65 Anos                        | 1 198                                 | 1 419                                 | 1 374                                 | 1 852                                 | 2 059                                 | 2 276                                 | 2 805                                 | 2 940                                 | 3 840                                 | 4 341                                 | 5 228                                 | 5 386                                 | 5 778                                 |

(Obs: De 1900 a 1950 os dados referem-se à população "de facto", ou seja, que estava presente no município à data em que os censos se realizaram. Daí que se registem algumas diferenças relativamente à designada população residente)